# Can Solana (Serinyà)
Can Solana és una masia de Serinyà (Pla de l'Estany) inclosa a l'Inventari del Patrimoni Arquitectònic de Catalunya.

## Descripció
Masia de planta rectangular amb coberta a dues aigües. Consta de planta baixa, pis i golfes. Té nombroses obertures de mides i factures diverses. A la façana principal, orientada a sud, es troba la porta principal d'arc de mig punt amb grans dovelles, i també un pou circular adossat a la façana, d'una alçada que arriba fins al primer pis. Al primer pis de la façana oest hi ha una galeria d'obra composta per sis arcs. A la façana nord hi ha una estructura rectangular que podria ser el vestigi d'un antic forn, i s'observa també una finestra de llinda i impostes corbades d'estil gòtic. Tot l'aparell evidencia les successives reformes i remodelacions que ha patit l'edifici. Pel que fa a l'interior, cal destacar la profusió i varietat de cassetons que es troben als entrebigats, d'estils diferents, que correspondrien a diferents períodes constructius de la masia.